# Districte de Chartres
El Districte de Chartres és un dels quatre districtes del departament francès de l'Eure i Loir, a la regió del Centre-Vall del Loira. Té 11 cantons i 162 municipis i el cap del districte és la prefectura de Chartres.

## Cantons
cantó d'Auneau - cantó de Chartres-Nord-Est - cantó de Chartres-Sud-Est - cantó de Chartres-Sud-Oest - cantó de Courville-sur-Eure - cantó d'Illiers-Combray - cantó de Janville - cantó de Lucé - cantó de Maintenon - cantó de Mainvilliers - cantó de Voves